# Caloplaca cerinelloides
Caloplaca cerinelloides är en lavart som först beskrevs av Erichsen, och fick sitt nu gällande namn av Poelt. Caloplaca cerinelloides ingår i släktet orangelavar och familjen Teloschistaceae.  Arten är reproducerande i Sverige. Inga underarter finns listade i Catalogue of Life.